# Nudaria quilimanicola
Nudaria quilimanicola är en fjärilsart som beskrevs av Embrik Strand 1922. Nudaria quilimanicola ingår i släktet Nudaria och familjen björnspinnare. Inga underarter finns listade i Catalogue of Life.